# Pleurotomaria
Pleurotomaria é um gênero de moluscos gastrópodes marinhos fósseis da família Pleurotomariidae e o primeiro gênero catalogado desta família, na primeira metade do século XIX por Defrance, em 1826. Posteriormente o primeiro Pleurotomariidae vivente coletado, Perotrochus quoyanus, em 1879, recebera a denominação de Pleurotomaria quoyana (P. Fischer & A. C. Bernardi, 1856) graças a um exemplar de coleção. Estudos posteriores determinaram que características anatômicas da concha de Pleurotomaria não se ajustavam às espécies viventes, com muitas já catalogadas neste gênero, o que resultou nos quatro gêneros viventes desta família: Entemnotrochus (C. É. Bayle; P. Fischer, 1885),  Perotrochus (P. Fischer, 1885), Mikadotrochus (W. A. Lindholm, 1927) e Bayerotrochus (Harasewych, 2002).

## Espécies viventes, antes catalogadas comoPleurotomaria
- Pleurotomaria adansoniana Crosse & P. Fischer, 1861 - denominada Entemnotrochus adansonianus (Crosse & P. Fischer, 1861)
- Pleurotomaria africana Tomlin, 1948 - denominada Bayerotrochus africanus (Tomlin, 1948)
- Pleurotomaria amabilis F. M. Bayer, 1963 - denominada Perotrochus amabilis (F. M. Bayer, 1963)[5]
- Pleurotomaria atlantica Rios & Matthews, 1968 - denominada Perotrochus atlanticus (Rios & Matthews, 1968)[5]
- Pleurotomaria beyrichii Hilgendorf, 1877 - denominada Mikadotrochus beyrichii (Hilgendorf, 1877)
- Pleurotomaria diluculum Okutani, 1979 - denominada Bayerotrochus diluculum (Okutani, 1979)[5]
- Pleurotomaria hirasei Pilsbry, 1903 - denominada Mikadotrochus hirasei (Pilsbry, 1903)
- Pleurotomaria lucaya F. M. Bayer, 1965 - denominada Perotrochus lucaya (F. M. Bayer, 1965)[5]
- Pleurotomaria midas F. M. Bayer, 1965 - denominada Bayerotrochus midas (F. M. Bayer, 1965)[5]
- Pleurotomaria pyramus F. M. Bayer, 1967 - denominada Bayerotrochus pyramus (F. M. Bayer, 1967)[5]
- Pleurotomaria quoyana P. Fischer & Bernardi, 1856 - denominada Perotrochus quoyanus (P. Fischer & Bernardi, 1856)
- Pleurotomaria rumphii Schepman, 1879 - denominada Entemnotrochus rumphii (Schepman, 1879)
- Pleurotomaria salmiana Rolle, 1899 - denominada Mikadotrochus salmianus (Rolle, 1899)
- Pleurotomaria westralis Whitehead, 1987 - denominada Bayerotrochus westralis (Whitehead, 1987)[5]

## Pleurotomariaem registro fóssil
Diversas espécies de Pleurotomaria já foram catalogadas como fósseis, mais do que as viventes, porém muitas espécies foram redefinidas em novos gêneros, também extintos.